# Spermophilus fulvus
Spermophilus fulvus е вид бозайник от семейство Катерицови (Sciuridae).

## Разпространение
Видът е разпространен в Афганистан, Иран, Казахстан, Киргизстан, Китай, Русия, Таджикистан, Туркменистан и Узбекистан.